# Райкоке
Райкоке (айн. рахко кэ — «место, где водятся морские выдры (каланы)»; на российской карте 1745 года — Столповой) — самый северный остров средней группы Большой гряды Курильских островов. Административно входит в Северо-Курильский городской округ Сахалинской области. С геологический точки зрения, является надводной частью одноимённого вулкана. Необитаем, хотя в прошлом на остров регулярно наведывались айны, охотившиеся на морских животных. Одно из пяти мест Большой Курильской гряды, где размножается сивуч (наряду с о-вами Брат-Чирпоев, Анциферова, субархипелагами Среднего и Ловушки).

## Название
В средствах массовой информации часто воспроизводится версия, что название Райкоке в переводе с айнского языка означает «адский рот». Версия происходит из-за ошибки И. Ф. Крузенштерна, который перенёс каждое из ранее записанных названий Курильских островов, идущих с севера на юг, начиная с Мусира, на соседствующий остров южнее. Соответственно, название Райкоке «уехало» у Крузенштерна на остров Матуа, впоследствии «подцепив» версию происхождения названия последнего («адская пасть»). По данным современных исследователей, Райкоке происходит от айнского выражения рахко кэ — «место, где водятся морские выдры (каланы)».

## География
Расположен в северной части Средних Курил. Несмотря на небольшую площадь (4,58 км²) на острове выделяется 7 ландшафтных контуров. Остров представляет собой надводную часть активного вулкана Райкоке (551 м). Форма острова округлая, около 2 км в диаметре. Кратер глубиной около 60 м. Крупные извержения вулкана происходят примерно раз в 100 лет — последнее крупное извержение произошло в 2019 году, предыдущее было в 1924 году. При извержениях языки лавы в основном стекают в северо-восточном направлении. Отделён проливом Крузенштерна от острова Шиашкотана, расположенного в 70 км к северо-востоку; проливом Головнина — от острова Матуа, расположенного в 18 км южнее. В 50 км к северо-востоку от острова Райкоке (посреди пролива Кузенштерна) — скалы Ловушки.

## История

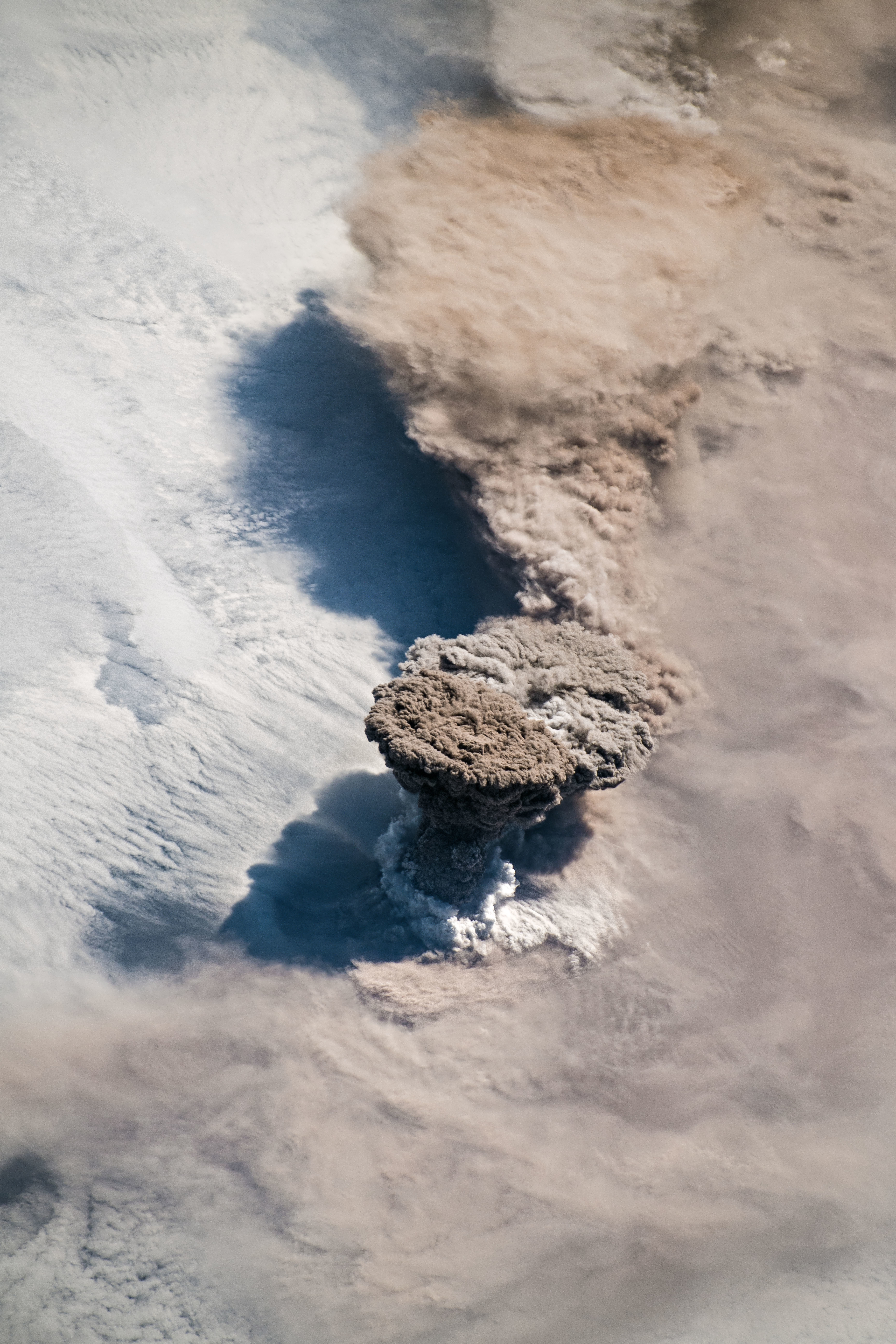
Фотография извержения Райкоке 2019 года с борта МКС.

### В Российской Империи
В первой половине 18 века (например, у исследователя Крашенинникова) мог учитываться как остров Двенадцатый.
С 1747 года Райкоке стал одним из мест зимовки российских подданных на Курилах. С 1760-х годов остров стал появляться на российских картах региона. Камчатские сотники оставили первые описания острова.
В 1760-х посланник камчатской администрации сотник Иван Чёрный заложил традицию порядкового исчисления островов и кучно расположенных субархипелагов Курильской гряды от Камчатки до Японии. Поэтому во времена гидрографических описаний конца 18 — начала 19 века остров также имел номерное обозначение в составе Курильской гряды — Одиннадцатый.
В 1778 году при извержении вулкана Райкоке град вулканических бомб убил 15 российских промышленников, продвигавшихся вдоль курильского архипелага. Промышленники проводили экспедицию по сбору ясака под руководством И. Черного (брата и тёзки печально известного сотника И. Черного, бесчинствовавшего на островах в 1768-1769 гг.). Их лагерь, погребённый оползнем в результате извержения вулкана Райкоке в 1778 году, признан перспективным объектом археологических раскопок в начале XXI века.
Остров описан под названием Рахкоке или Рахкоти у Г.И. Шелихова в его «Путешествии г. Шелехова с 1783 по 1790 год из Охотска по Восточному Океану к Американским берегам...»:

Рахкоке или Рахкоти, одиннадцатый Курильский остров, разделяется от предъидущего проливом на 120 верст: в длину и ширину имеет около 20 верст. Он ныне сделался необитаемым, и состоит из одной горы или сопки; из прежних же о нем описаний видно, что на нем росли травы, в которых водились птицы; что весь ево утес осыпался камнем и землею, и сопки почти третью часть сорвало и разметало вокруг острова. А ныне, обьявляют некоторые, что в 1777 году он горел, и сопка от того рассыпалась; где же прежде была глубина 13 сажен, там ныне песчаные мели, на коих ложатся и телятся сивучи в великом множестве; а птицы не имея притонных мест, удалились.

### В составе Японии
В 1875—1945 гг Райкоке принадлежал Японии.
Согласно административно-территориальному делению Японии остров стал относиться к уезду (гуну) Симусиру (т.е. Симушир в японском произношении), который охватывал не только сам Симушир, но и все острова на север до Райкоке включительно. Уезд в свою очередь входил с 1876 по 1882 год в состав провинции Тисима под управлением Комиссии по колонизации Хоккайдо; с 1882 до 1886 года — в состав префектуры Нэмуро, после — префектуры Хоккайдо.
В начале XX века хищнический выбой популяции северного морского котика привёл к исчезновению на острове крупнейшего лежбища данного вида ластоногих.

### В составе СССР/РСФСР-России
В 1945 году по итогам Второй мировой войны перешел под юрисдикцию СССР.
2 февраля 1946 года включён в состав Южно-Сахалинской области.
2 января 1947 года включён в состав Сахалинской области РСФСР.
С 1991 года в составе России, как страны-правопреемницы СССР.
Объектом активных исследований российских учёных остров стал лишь с 1990-х годов.

### Особая позиция Японии по территориальной принадлежности острова
Используя в территориальном споре с Россией фактор Сан-Францисского мирного договора 1951 года, который не был подписан СССР, японское правительство, тем не менее, опирается на те варианты толкований договоренностей между союзниками — СССР, США, Великобританией и Китаем — которые подкрепляют японскую позицию. В частности, поскольку в Сан-Францисском договоре не оговаривается, в пользу какого государства Япония отказывается от своих прав на Курилы, принадлежность острова, по мнению японского правительства, до сих пор не определена, а за Россией признаётся лишь «фактический контроль».

## Флора и фауна
Ещё в 1883 году, согласно сведениям английского промысловика Генри Джеймса Сноу, на Райкоке имелось одно из крупнейших на Курильской гряде лежбищ северного морского котика (до 15 тысяч особей). 
Только в 1883 году там было добыто не менее 15 тысяч котиков, и к началу XX века эти звери почти полностью исчезли, причем не только на Райкоке, но и на других островах архипелага. Даже в начале XXI века морские котики на Райкоке не размножаются и залежей на его берегах не образуют.
Обычные на севере и юге Курильского архипелага островной тюлень и ларга в акватории острова не встречаются.
При этом в 2000-х годах на острове проживало до 15 % курильской популяции сивучей.
Из-за небольшого размера постоянных водотоков на острове нет. Берега до извержения 2019 года представляли собой крутые травянистые склоны. Водились мелкие грызуны. Гнездятся птицы — глупыши, чистики, тупики, бакланы, кайры. Также отмечены северная качурка, сизая качурка, старик, малая конюга, ипатка. Колонии морских птиц здесь — одни из крупнейших на всём Российском Дальнем Востоке. В 2012 отмечен как залётный вид японский зелёный голубь.
Из-за своей изоляции, довольно сурового климата, сложившегося под влиянием холодной охотоморской акватории, довольно жёсткого ветрового режима и отсутствия постоянных водотоков, флора острова небогата: здесь учтён лишь 71 вид сосудистых растений (для сравнения на Кунашире их 1087).